# Калманов, Аслан Хазбиевич
Аслан Хазбиевич Калманов (5 января 1994) — российский футболист, защитник. Брат-близнец Сослана Калманова.

## Карьера
Воспитанник Академии футбола имени Юрия Коноплёва. Профессиональную карьеру начал в ПФЛ в дублирующей команде владикавказской «Алании».

## Достижения
- Обладатель Кубка Армении (1): 2015/2016